# スタッド・ヴェロドローム
スタッド・ヴェロドローム（Stade Vélodrome (フランス語発音: [stad velɔdʁom])）は、フランス・ブーシュ＝デュ＝ローヌ県マルセイユにあるフットボール専用スタジアム。収容人数は67,394人。ヴェロドロームとはフランス語で「自転車競技場」の意。2016年6月にフランスの通信会社・Orangeが命名権を取得し「オレンジ・ヴェロドローム」の名称となっている。

## 概要

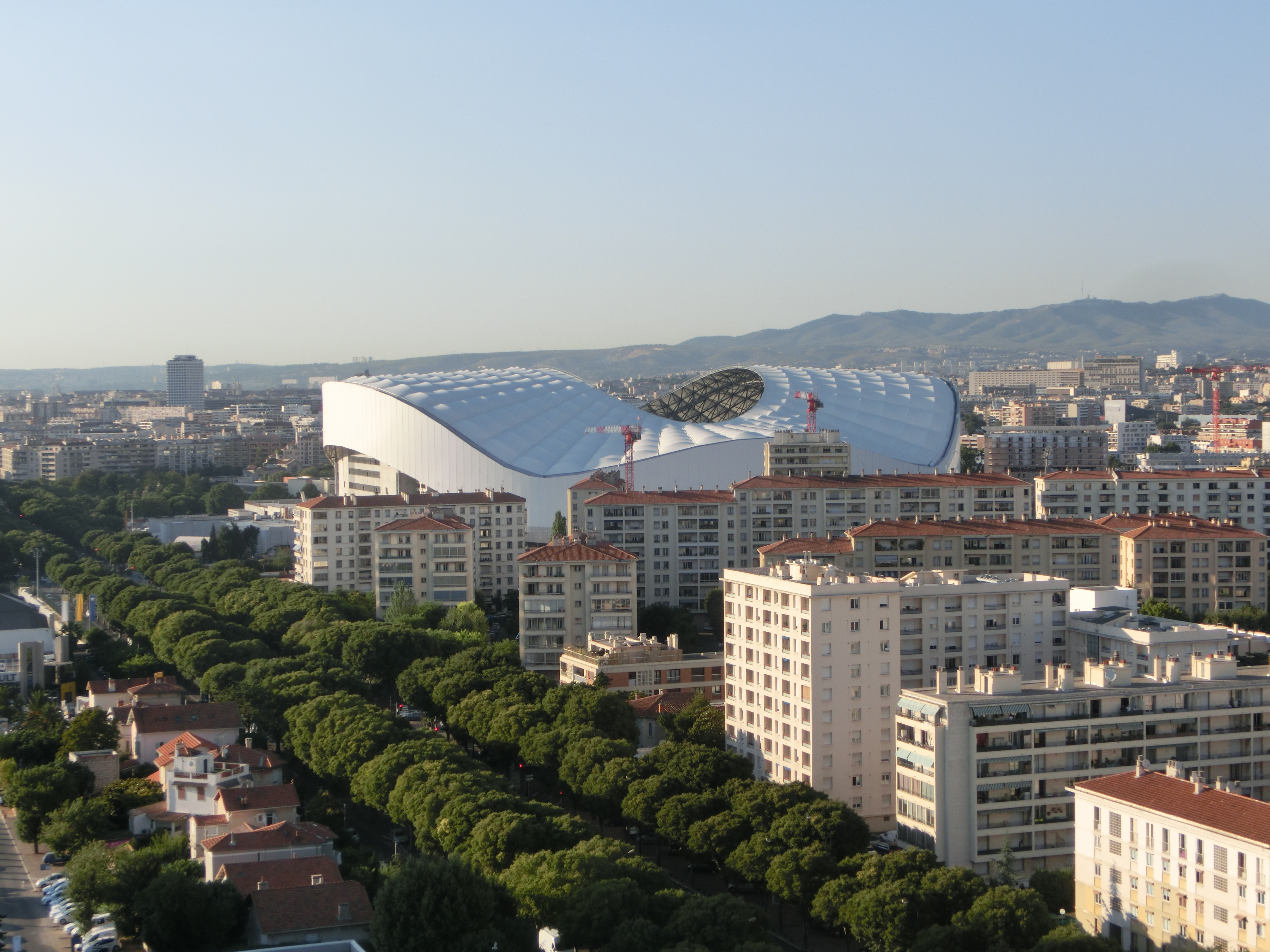
スタッド・ヴェロドローム

完成は1937年。開場当時はその名の通り自転車競技トラックを有する競技場であり、1972年にトラックレース世界選手権が開催された。観客席増設のため1980年代に自転車用のトラックは廃止され、現在はラグビーフランス代表の試合や、リーグ・アンのオリンピック・マルセイユの本拠地として使用されている。2024年パリオリンピックではサッカー会場として使用される。
命名権が使えない国際大会では「Stade de Marseille（スタッド・ド・マルセイユ）」と呼ぶ。

## アクセス
地下鉄2号線のRond-point du Prado駅下車すぐ。

## 入場者数

### 最多入場者数
- 59,120 RWC'07 イングランド代表 v オーストラリア代表, 2007.10.06

## 開催された主な大会

### サッカー
- 1960 欧州ネイションズカップ

| 日付         | ホームチーム     | 結果 | アウェーチーム | ラウンド  |
| ------------ | ---------------- | ---- | -------------- | --------- |
| 1960年7月6日 | チェコスロバキア | 0-3  | ソビエト連邦   | 準決勝    |
| 1960年7月9日 | チェコスロバキア | 2-0  | フランス       | 3位決定戦 |

- 1938 FIFAワールドカップ

- 1998 FIFAワールドカップ

| 日付          | ホームチーム | 結果         | アウェーチーム   | ラウンド  |
| ------------- | ------------ | ------------ | ---------------- | --------- |
| 1998年6月12日 | フランス     | 3-0          | 南アフリカ共和国 | グループC |
| 1998年6月15日 | イングランド | 2-0          | チュニジア       | グループG |
| 1998年6月20日 | オランダ     | 5-0          | 韓国             | グループE |
| 1998年6月23日 | ブラジル     | 1-2          | ノルウェー       | グループA |
| 1998年6月27日 | イタリア     | 1-0          | ノルウェー       | ベスト16  |
| 1998年7月4日  | オランダ     | 2-1          | アルゼンチン     | 準々決勝  |
| 1998年7月7日  | ブラジル     | 1-1 (4-2 p.) | オランダ         | 準決勝    |

- UEFA EURO 2016

### ラグビー
- ラグビーワールドカップ2007
- ラグビーワールドカップ2023

## 関連記事
- パルク・デ・プランス - 当地と同じく、自転車競技場からサッカー場へと用途変更されたスタジアム。